# Moupinie de Jerdon
Chrysomma altirostre
Espèce
Statut de conservation UICN

 VU A2c+3c+4c : Vulnérable
La Moupinie de Jerdon (Chrysomma altirostre), anciennement Timalie de Jerdon, est une espèce de passereaux de la famille des Paradoxornithidae vivant dans en Asie du Sud et du Sud-Est.
Il est nommé en hommage à Thomas Caverhill Jerdon.

## Répartition et habitat
On la trouve au Pakistan, au Népal, en Inde et en Birmanie. Elle vit dans les plaines inondables, les prairies et les roseaux. Les plantes prédominantes sont Imperata, Saccharum, Phragmites et Typha.

## Sous-espèces
D'après la classification de référence (version 5.2, 2015) du Congrès ornithologique international, cette espèce est constituée des trois sous-espèces suivantes (ordre phylogénique) :
- †Chrysomma altirostre altirostre  Jerdon 1862
- Chrysomma altirostre scindica  (Harington) 1915
- Chrysomma altirostre griseigulare  (Hume) 1877